# Erik Pérez
Érik Gregorio Pérez (Guadalupe, 19 de novembro de 1989) é um lutador mexicano de artes marciais mistas (MMA), atualmente compete no peso-galo do Ultimate Fighting Championship.

## Carreira no MMA

### BAMMA
Perez enfentou Paul McVeigh no BAMMA 8. Ele venceu por Decisão Unânime.

### Ultimate Fighting Championship
Perez enfrentou John Albert em 1 de Junho de 2012 no The Ultimate Fighter 15 Finale substituindo Byron Bloodworth que foi retirado da luta. Perez venceu a luta por uma controversa chave de braço, Albert não desistiu verbalmente ou bateu, porém a luta foi interrompida pela árbitra Kim Winslow.
Perez enfrentou em seguida Ken Stone em 11 de Agosto de 2012 no UFC 150. Ele venceu a luta por Nocaute em 17 segundos. Com a vitória, Perez obteve o nocaute mais rápido da categoria no UFC e WEC da história, ultrapassando Damacio Page que nocauteou Marcos Galvão em 18 segundos.
Perez enfrentou Byron Bloodworth em 29 de Dezembro de 2012 no UFC 155. Ele venceu por Nocaute Técnico no primeiro round.
Em 11 de Março de 2013, Perez assinou um contrato de seis lutas com o UFC.
Perez era esperado para enfrentar Johny Bedford em 27 de Abril de 2013 no UFC 159. Porém foi obrigado a se retirar da luta com uma lesão.
Perez enfrentou Takeya Mizugaki em 28 de Agosto de 2013 no UFC Fight Night: Condit vs. Kampmann II e perdeu por decisão dividida.
Perez enfrentou Edwin Figueroa em 16 de Novembro de 2013 no UFC 167 e venceu por decisão unânime.
Perez enfrentou Bryan Caraway em 7 de Junho de 2014 no UFC Fight Night: Henderson vs. Khabilov. Ele foi derrotado por finalização no segundo round.
Perez era esperado para enfrentar Marcus Brimage em 15 de Novembro de 2014 no UFC 180. No entanto, uma lesão o retirou da luta e fez Brimage ser movido para outro card.
Perez era esperado para enfrentar Damian Stasiak em 21 de Novembro de 2015 no The Ultimate Fighter: América Latina 2 Finale. No entanto, uma lesão tirou Stasiak da luta e o fez ser substituído por Taylor Lapilus. Perez venceu a luta por decisão unânime.

## Cartel no MMA
| Cartel no MMA   |             |            |
| 28 lutas        | 20 vitórias | 8 derrotas |
| Por nocaute     | 5           | 1          |
| Por finalização | 8           | 2          |
| Por decisão     | 7           | 5          |

| Res.    | Cartel | Oponente          | Método                              | Evento                                  | Data       | Round | Tempo | Local                   | Notas                                       |
| ------- | ------ | ----------------- | ----------------------------------- | --------------------------------------- | ---------- | ----- | ----- | ----------------------- | ------------------------------------------- |
| Vitória | 20-8   | Blaine Shutt      | Decisão (unânime)                   | Bellator 258                            | 07/05/2021 | 3     | 5:00  | Uncasville, Connecticut |                                             |
| Derrota | 19-8   | Josh Hill         | Decisão (unânime)                   | Bellator 244                            | 21/08/2020 | 3     | 5:00  | Uncasville, Connecticut |                                             |
| Derrota | 19-7   | Toby Misech       | Nocaute (socos)                     | Bellator 235                            | 20/12/2019 | 1     | 0:54  | Honolulu, Hawaii        | Peso casado (64 kg). Misech não bateu peso. |
| Vitória | 19-6   | Andres Ayala      | Finalização (mata-leão)             | Combate Americas - Combate Monterrey    | 17/11/2018 | 1     | 3:39  | Monterrei               |                                             |
| Vitória | 18-6   | David Fuentes     | Nocaute (socos)                     | Combate Americas - Combate Estrellas 2  | 20/04/2018 | 3     | 1:22  | Monterrei               |                                             |
| Vitória | 17-6   | Felipe Arantes    | Decisão (dividida)                  | The Ultimate Fighter: América Latina 3  | 05/11/2016 | 3     | 5:00  | Cidade do México        |                                             |
| Vitória | 16-6   | Francisco Rivera  | Decisão (unânime)                   | UFC 201: Lawler vs. Woodley             | 30/07/2016 | 3     | 5:00  | Atlanta, Georgia        |                                             |
| Vitória | 15-6   | Taylor Lapilus    | Decisão (unânime)                   | TUF América Latina 2 Finale             | 21/11/2015 | 3     | 5:00  | Monterrey               |                                             |
| Derrota | 14-6   | Bryan Caraway     | Finalização (mata-leão)             | UFC Fight Night: Henderson vs. Khabilov | 07/06/2014 | 2     | 1:52  | Albuquerque, New Mexico |                                             |
| Vitória | 14-5   | Edwin Figueroa    | Decisão (unânime)                   | UFC 167: St. Pierre vs. Hendricks       | 16/11/2013 | 3     | 5:00  | Las Vegas, Nevada       |                                             |
| Derrota | 13-5   | Takeya Mizugaki   | Decisão (dividida)                  | UFC Fight Night: Condit vs. Kampmann II | 28/08/2013 | 3     | 5:00  | Indianapolis, Indiana   |                                             |
| Vitória | 13–4   | Byron Bloodworth  | Nocaute Técnico (socos)             | UFC 155: Dos Santos vs. Velasquez II    | 29/12/2012 | 1     | 3:50  | Las Vegas, Nevada       |                                             |
| Vitória | 12–4   | Ken Stone         | Nocaute (socos)                     | UFC 150: Henderson vs. Edgar II         | 11/08/2012 | 1     | 0:17  | Denver, Colorado        |                                             |
| Vitória | 11–4   | John Albert       | Finalização Verbal (chave de braço) | The Ultimate Fighter 15 Finale          | 01/06/2012 | 1     | 4:18  | Las Vegas, Nevada       |                                             |
| Vitória | 10–4   | Paul McVeigh      | Decisão (unânime)                   | BAMMA 8                                 | 10/12/2011 | 3     | 5:00  | Nottingham              |                                             |
| Vitória | 9–4    | James Brum        | Finalização Técnica (mata-leão)     | BAMMA 7                                 | 10/09/2011 | 1     | 3:31  | Birmingham              |                                             |
| Vitória | 8–4    | Douglas Frey      | Decisão (unânime)                   | Shark Fights 17                         | 15/07/2011 | 3     | 5:00  | Frisco, Texas           |                                             |
| Vitória | 7–4    | Jesse Thorton     | Finalização (mata-leão)             | STFC 15: Nature of the Beast            | 15/04/2011 | 2     | 2:34  | McAllen, Texas          |                                             |
| Vitória | 6–4    | France Atala      | Finalização (mata-leão)             | Triple A Promotions                     | 12/03/2011 | 1     | 1:53  | Laredo, Texas           |                                             |
| Derrota | 5–4    | Jason Sampson     | Decisão (dividida)                  | STFC: 9/3/10                            | 03/09/2010 | 3     | 5:00  | McAllen, Texas          |                                             |
| Derrota | 5–3    | David Fuentes     | Finalização (chave de braço)        | STFC 11: Night of Champions             | 28/05/2010 | 3     | 3:01  | McAllen, Texas          |                                             |
| Vitória | 5–2    | Jeremiah Castillo | Finalização (chave de braço)        | SCA: Duke City Fall Brawl 2             | 25/11/2009 | 1     | 2:23  | Albuquerque, New Mexico |                                             |
| Vitória | 4–2    | Fabian Jacquez    | Finalização (mata-leão)             | DCMMAS: Duke City MMA Series 2          | 25/07/2009 | 1     | 0:55  | Albuquerque, New Mexico |                                             |
| Vitória | 3–2    | Albert Martinez   | Nocaute Técnico (socos)             | STFC 6: Evolution                       | 11/04/2009 | 1     | 2:17  | Odessa, Texas           |                                             |
| Vitória | 2–2    | Sabino Becerra    | Finalização (triângulo)             | STFC 4: Fuentes vs. King                | 01/11/2008 | 1     | 3:29  | McAllen, Texas          |                                             |
| Vitória | 1–2    | Josh Scales       | Nocaute Técnico                     | STFC 3: War Zone                        | 02/08/2008 | 1     | 1:09  | McAllen, Texas          |                                             |
| Derrota | 0–2    | Alfredo Morales   | Decisão (dividida)                  | Warriors Fighting Championship          | 28/06/2008 | 3     | 3:00  | Cidade do Mexico        |                                             |
| Derrota | 0–1    | Tim Snyder        | Decisão (dividida)                  | STFC 2: Aftershock                      | 03/05/2008 | 3     | N/A   | Edinburg, Texas         |                                             |